# Ozone Mapping and Profiler Suite
Ozone Mapping and Profiler Suite (OMPS), est une suite d'instruments construits par Ball Aerospace qui mesurent la distribution mondiale de l'ozone et, moins fréquemment, la façon dont il est distribué verticalement dans la stratosphère. La suite est embarquée sur les satellites Suomi NPP et NOAA-20 (anciennement JPSS-1) avec plusieurs autres instruments. Elle devait également être embarquée sur les satellites NPOESS, pour lequel le NPP était un projet préparatoire, mais ce projet a été annulé en 2010. Le premier exemplaire d'OMPS a été lancé le 28 octobre 2011 sur Suomi NPP.
Les trois composants de la suite sont Nadir, qui est orienté verticalement vers la Terre et Limb, qui regarde vers le terminateur. Nadir lui-même possède deux spectromètres : un profileur et un mappeur. Il sera inclus sur JPSS-2, dont le lancement est prévu en 2021,.
OMPS pèse 56 kilogrammes et fonctionne sur une puissance moyenne de 85 watts.